# Stadio di Corso Marsiglia
Stadio di Corso Marsiglia - stadion znajdujący się w Turynie, ma pojemność 15 000 miejsc. Juventus F.C. rozgrywał tam swoje mecze od 1922 do 1933 roku. Na stadionie tym Juventus F.C. wywalczył scudetto w sezonach 1925-26, 1930-31, 1931-32 i 1932-33.
Pierwszy mecz na tym stadionie odbył się 19 października 1922 roku. Jak na owe czasy był dobrze wyposażony - posiadał oświetlenie.
W 1933 roku Juventus F.C. przeniósł się na Stadio Olimpico di Torino (w owym czasie stadion ten był nazwany Stadio Benito Mussolini)